# Mithradatés II.
Mithradatés II., zvaný Veliký (parthsky Mithradát či Mithradáta, řecky Μιθραδάτης), byl parthský velkokrál z rodu Arsakovců vládnoucí v letech 124/123–88/87 př. n. l. Je považován za jednu z nejvýraznějších osobností jak v kontextu parthských dějin, tak v kontextu dějin starověkého Předního východu.

## Vláda
Mithradatés byl synem krále Artabana I., který v roce 124/123 př. n. l. zahynul v boji s kočovníky na východě. O jeho dětství a mládí není nic známo, první údaje se objevují až poté, co ho otcova smrt vynesla na parthský trůn. Říše procházela ve dvacátých letech vážnou krizí, neboť velké části Mezopotámie se zmocnil Hyspaosinés, vladař Charakéné, a také poměry na východě byly velmi neurovnané. Mithradata čekal zdlouhavý boj na dvou frontách, pokud chtěl pozici říše opět stabilizovat.

### Znovudobytí Mezopotámie
V průběhu bojů na západě byla nejprve ovládnuta Charakéné u Perského zálivu, přičemž král na znamení vítězství nechal v roce 122/121 př. n. l. orazit Hyspaosinovy mince vlastním portrétem a legendou. Potom se parthské vojsko obrátilo na sever, v roce 113 př. n. l. obsadilo město Dura Európos na Eufratu a donutilo krále Adiabény, Gordyény a Osroény přijmout vazalský status. V Ninive vznikla nová mincovna.

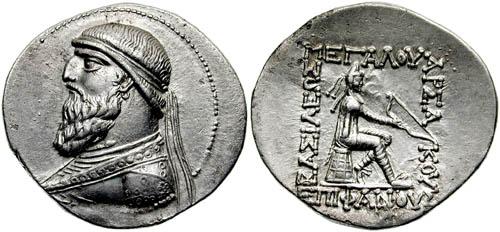
Mithradatova tetradrachma ražená v Seleukii nad Tigridem

Úspěchu nebylo dosaženo rychle a patrně ani snadno, výsledkem však bylo definitivní přivtělení Mezopotámie k parthské říši. O tom, jak pevné vazby se zde utvořily, svědčí fakt, že až do zániku monarchie ve 3. století n. l. se v zemi žádný dobyvatel delší dobu neudržel, včetně císaře Traiana.

### Východní politika
Na východě existovalo tolik problémů, že působily téměř neřešitelně. Říše přišla o několik příhraničních krajů a kočovníci, mezi nimiž dominovali Sakové, zaplavili a vyvrátili sousední řecko-bakterské království. I zde se králi podařilo přejít postupně do ofenzívy, znovu ovládnout satrapie Parthii a Arii a kolem roku 110 př. n. l. založit vazalský stát Saků v dnešním Sístánu. Intenzivnější styky s chanskou říší, jejíž císař Wu-ti vypravil k parthskému dvoru poselstvo, napomohly obnově dálkového obchodu. Město Merv na hedvábné stezce ale dostali plně pod kontrolu až Mithradatovi nástupci.

### Arménie a Řím
V Arménii sesadil Mithradatés v roce 97 př. n. l. krále Artavasda a o tři roky později ustanovil novým panovníkem jeho syna Tigrana. Podle Strabóna za to obdržel „sedmdesát údolí v Arménii“, tedy určité územní kompenzace. Bylo to vůbec poprvé, kdy Parthové zasáhli do vnitroarménských záležitostí, a věštilo to budoucí konflikty s Římem, jehož zájmy se oblasti rovněž dotýkaly. Mithradatés z tohoto důvodu vypravil svého vyslance Orobaza za Sullou, tehdejším správcem Kilíkie, aby s ním jednal o otázce hranic mezi oběma státy (roku 96 př. n. l.). O výsledku prameny nehovoří, pravděpodobně se však hranicí stal Eufrat. Orobazés byl za určitá formální pochybení po návratu popraven.

### Vnitřní poměry v říši
Na sklonku vlády byl král konfrontován se závažnými vnitropolitickými problémy. V roce 91/90 př. n. l. povstal v Babylonii jistý Gótarzés, podle některých názorů králův bratranec, a prohlásil se pod svým vlastním jménem za krále (vládnoucí parthští králové používali na mincích a nápisech prakticky výhradně trůnní jméno Arsakés, nikoli jméno vlastní, a Gótarzův krok lze proto chápat jako snahu odlišit se od Mithradata). Vzpoura nebyla během Mithradatova života již potlačena.
Ve správní oblasti bylo klínové písmo stále více vytlačováno řeckou alfabetou a písmem aramejským a zcela běžnými se staly řecké tituly επιφανής, φιλέλληνος, μεγάλος a σωτήρος na mincích. Do jaké míry král zasáhl přímo do struktury správy (která byla v podstatě feudální), je sporné.